# جون ألبرت (لاعب هوكي جليد)
جون ألبرت (بالإنجليزية: John Albert)‏ هو لاعب هوكي جليد أمريكي، ولد في 19 يناير 1989 في كليفلاند في الولايات المتحدة.

## وصلات خارجية
- جون ألبرت على موقع دوري الهوكي الوطني (الإنجليزية)
- جون ألبرت على موقع قاعة مشاهير الهوكي (لاعب أن.إتش.أل) (الإنجليزية)
- جون ألبرت على موقع EliteProspects.com (الإنجليزية)
- جون ألبرت على موقع HockeyDB.com (الإنجليزية)
- جون ألبرت على موقع Hockey-Reference.com (الإنجليزية)